# 登記の抹消
登記の抹消（とうきのまっしょう）とは、登記記録又は登記簿上に現存する権利や登記事項が何らかの事情により消滅したか根本的に不存在だった場合において、それを登記記録等から削除して実体に合致させる手続きである。
本記事では商業登記と、不動産登記における権利に関する登記のうち所有権以外の登記の抹消について述べる。所有権の移転の登記の抹消については所有権の登記の抹消を、所有権保存登記の抹消については所有権の保存の登記を参照されたい。
また、債権譲渡登記制度と動産譲渡登記制度においても登記の抹消は存在するが、その解説は当該記事に譲り、ここでは述べない。
なお法令の条文においては「登記の抹消」と称しているが、以下の解説において、その通称である「抹消登記」として記述する。

## 商業登記
説明の便宜上、以下の通り略語を用いる。
商業登記準則 - 商業登記等事務取扱手続準則（昭和39年3月11日民甲472号通達）

### 通常の抹消登記

#### 概要
以下の事由が存在する場合、当事者はその登記の抹消を申請できる（商業登記法134条1項本文）。
- 管轄違いの登記がされている場合（商業登記法134条1項1号・24条1号）
- 登記事項以外の事項が登記されている場合（同法134条1項1号・24条2号）
- 二重に登記がされている場合（同法134条1項1号・24条3号）
- 登記官が同時に受け取った申請書に基づく登記が、互いに矛盾している場合（同法134条1項1号・24条5号・21条3項）
- 登記された事項につき無効の原因がある場合で、訴えをもってのみ無効を主張できる場合（会社法828条1項各号）以外の場合（同法134条1項2号）

登記事項以外の事項を登記した場合の具体例としては、民法法人の仮理事（民法旧56条）の登記をした場合（昭和31年7月13日民甲1603号回答）や株式会社の目的に「税理士により税理士法2条の業務を実施する事業」と登記されている場合（昭和48年1月8日民四214号回答）などである。
なお、上記以外の事由によって抹消登記をすることはできないとされている。例えば、株式会社の取締役が任期満了により退任しても、抹消登記ではなく変更登記をすることになる（商業登記法54条4項参照）。また、手続きが違法であるというだけでは抹消できない。例えば、株式会社の清算人が、その就職の日から2か月を経過しない間に清算結了の登記を申請しても受理されない（会社法499条1項参照）が、誤ってその登記をしても職権で抹消することはできない（昭和33年3月18日民甲572号回答）。
一方、未成年者の登記（商業登記法35条1項）がされている場合において、未成年者が成年に達したことを登記官が発見した場合（出生の年月日が登記事項であるので発見し得る）、登記官が職権で抹消できるが、これは厳密には消滅の登記である（平成18年4月26日民商1110号依命通知第2節第1-4参照）。

#### 添付書面（一部）
既述商業登記法134条1項2号の事由があるので抹消登記を申請する場合、申請書にはその事由を証する書面を添付しなければならない（商業登記法134条2項・132条2項）。ただし、その抹消すべき登記の申請書や添付書類からその事由の存在が明らかなときは添付は不要であるが、抹消の申請書にはその旨を記載しなければならない（商業登記規則100条3項・98条）。

#### 登録免許税
通常の会社又は外国会社の場合、本店の所在地においてする場合は2万円であり、支店の所在地でする場合は6,000円である（登録免許税法別表第1-19(1)ラ・(2)ロ）。ただし、清算人（代表清算人及び職務執行者を含む）又は 清算結了の登記の抹消の場合は、本店・支店を問わず6,000円である（登録免許税法別表第1-19(4)ニ）。

### 商号の抹消登記

#### 概要
以下に掲げる場合において、当該商号の登記をした者がおのおのに定める登記をしないときは、当該商号の登記に係る営業所（会社にあっては本店）の所在場所において同一の商号を使用しようとする者は、登記所に対し当該商号の抹消を申請できる（商業登記法33条1項）。
- 登記した商号を廃止したとき - 当該商号の廃止の登記
- 商号の登記をした者が、正当な理由なく2年間当該商号を使用しないとき - 当該商号の廃止の登記
- 登記した商号を変更したとき - 当該商号の変更登記
- 商号の登記に係る営業所又は本店を移転したとき - 当該営業所又は本店の移転の登記

商号の登記を抹消された会社は、商号の登記をしないと他の登記も申請できない（商業登記法24条15号参照）。
なお、この登記は抹消を命ずる判決によっても申請することができる（平成18年4月26日民商1110号依命通知第1節第1-7(1)）。一方、商号の抹消登記手続を命ずる仮処分に基づく商号の抹消登記申請は受理されない（昭和58年12月14日民四6946号回答）。

#### 添付書面（一部）
商号の抹消登記を申請する者は、当該商号の登記に係る営業所又は本店の所在場所において同一の商号を使用しようとする者であることを証する書面を添付しなければならない（商業登記法33条2項）。
例えば、個人が申請する場合は上申書などであり、設立中の会社が申請する場合は公証人が認証した定款の謄本などである（昭和40年3月27日民甲656号回答）。

#### 登録免許税
個人の商号を抹消する場合、本店・支店を問わず6,000円である（登録免許税法別表第1-20(1)ヘ・(2)ロ）。通常の会社の商号を抹消する場合、2万円である（登録免許税法別表第1-19(1)ラ）。

### 抹消登記の実行

#### 抹消の記号等
登記を抹消する際には抹消の記号を登記事項に記録し、当該抹消された登記によって抹消する記号が記録された登記事項があるときは、抹消登記によって登記記録を閉鎖する場合を除き、その登記を回復しなければならない（商業登記規則100条1項）。
具体的には、Aという登記をすることによってBという登記が抹消された後、Aの登記を抹消した場合にはBの登記を回復するという意味である。
登記の抹消をする場合には、登記の年月日に代えて「平成何年何月何日抹消」と記録する（商業登記準則66条1項・62条本文）。登記を回復する場合には、登記の年月日に代えて「平成何年何月何日抹消により回復」と記録する（商業登記準則66条1項・63条）。

#### 職権抹消の手続
商業登記法135条ないし138条、商業登記規則100条2項、商業登記準則66条2項・67条参照。

## 不動産登記
本稿では、共同申請による抹消登記については抵当権抹消登記の場合についてまず説明し、その他の権利については抵当権抹消登記と異なる論点について述べる。なお、本稿でいう抵当権には根抵当権を含まないものとする。
説明の便宜上この節では、次の通り略語を用いる。
- 法 - 不動産登記法（平成16年6月18日法律第123号）
- 令 - 不動産登記令（平成16年12月1日政令第379号）
- 規則 - 不動産登記規則（平成17年2月18日法務省令第18号）
- 準則 - 不動産登記事務取扱手続準則（2005年（平成17年）2月25日民二456号通達）

### 抵当権抹消登記

#### 概要
債務者が被担保債権の全部を弁済した場合、弁済を原因とする抵当権抹消登記を申請できる（民法492条参照）。債務者が抵当権の被担保債権の一部を弁済した場合、一部抹消登記というものは存在しないので、債権額を減少させる抵当権変更登記を申請できる。
第三者が被担保債権の全部を弁済した場合、代位弁済を原因とする抵当権移転登記を申請できる（民法501条参照）。第三者が被担保債権の一部を弁済した場合、一部代位弁済を原因とする抵当権一部移転登記を申請できる（民法502条1項参照）。

#### 登記に関する判例
抵当権の被担保債権が弁済などにより消滅した場合、付従性により抵当権も当然に消滅するので、その抹消登記をしなくても第三者に対抗できる（大決昭和8年8月18日民集12巻2105頁）。
抵当権の被担保債権が弁済により消滅したが、抹消登記をせずに後に発生した債権のために流用した場合、流用後に登場した第三者に対しては有効であるが、流用前に登場した第三者に対しては無効である（大判昭和11年1月14日民集15巻89頁）。

#### 前提の登記
- 表示変更

抵当権の抹消登記を申請する際、登記権利者（抵当権設定者など）の申請情報に記載された表示（氏名・名称・住所）が登記記録のものと一致しないときは、変更証明情報を添付しても登記申請は受理されない（登記研究355-90頁）。
一方、登記義務者（抵当権者）の表示（氏名・名称・住所）に変更を生じているときは、変更証明情報を添付すれば、前提として登記名義人表示変更登記をする必要はない（昭和31年9月20日民甲2202号通達）。
- 相続・合併

抵当権設定者の死亡後に抵当権が消滅した場合、抹消登記の前提として相続による所有権移転登記をしなければならない（登記研究564-143頁・662-281頁）。
また、抵当権者に相続又は合併が生じた後に弁済により抵当権が消滅した場合、抹消登記の前提として相続又は合併による抵当権移転登記をしなければならない（昭和32年12月27日民甲2440号回答）。
一方、抵当権者に相続又は合併が生じる前に抵当権が消滅していた場合、相続又は合併による抵当権移転登記をせずに、一般承継証明情報（令7条1項5号イ）を添付して抵当権設定者と相続人又は合併後の存続会社の共同申請により抵当権抹消登記を申請できる（法62条、昭和37年2月22日民甲321号回答参照）。
- 転抵当

転抵当（民法376条1項）の登記がされている場合に抵当権の抹消登記をする場合、転抵当権者の承諾証明情報を添付すれば、転抵当権の登記を抹消しなくても抵当権抹消登記を申請できる（法68条、令別表26項添付情報ヘ）。
この場合、転抵当権の登記は登記官が職権で抹消する（規則152条2項）。なお、質権における転質（民法348条）、賃借権における転貸（民法613条1項）についても同様である。

#### 登記申請情報（一部）

##### 登記の目的
順位番号で抹消する抵当権を特定し、例えば「1番抵当権抹消」のように記載する。転抵当権を抹消する場合、例えば「1番付記1号転抵当権抹消」のように記載する。受付番号と受付年月日で特定してもよい（法務局、抵当権抹消の申請書の書式、注1参照）。
抵当権移転登記がされた後に弁済等により抵当権を抹消する場合でも「1番抵当権抹消」の要領でよいが、抵当権移転登記の原因たる債権譲渡契約を解除したときなど付記登記のみを抹消する場合、例えば「1番付記1号抵当権移転抹消」のように記載する。

##### 登記原因
民法又は民法の特別法などに根拠があるものを原因とできる。具体例を以下に示す。なお、根拠条文が付されている場合、この項目に限り特記がないときは条文は民法のものである。
弁済（492条）、代物弁済（482条）、債務免除（519条）、解除（540条1項）、放棄（抵当権の絶対的な放棄）、債権放棄、混同（179条1項・2項）、債権時効消滅（167条1項）、消滅時効（抵当権の時効消滅、167条2項・396条）、抵当権消滅請求（379条）、収用（土地収用法2条）など
他に、以下のようなものがある。
- 不動産の所有権が時効取得（162条）されたために抵当権の消滅があった場合の「所有権の時効取得」（397条）
- 保証人の求償債権を担保するために抵当権設定登記をした（459条1項参照）後、主債務者が任意弁済した場合の「主債務消滅」（登記研究126-43頁）
- 債権譲渡が行われても、随伴性を否定して抵当権は移転しない旨の特約がある債権を担保する抵当権につき債権譲渡が行われた場合、又は物上保証の場合に債務引受・更改が行われたが物上保証人の承諾が得られず、抵当権が移転しない（518条ただし書）場合の「抵当権消滅」
- 不動産の強制競売により抵当権が消滅（民事執行法59条1項、嘱託登記でする）した場合の「強制競売による売却」（昭和55年8月28日民三5267号通達）
- 買戻権を行使して所有権が移転したときに、買戻特約後に設定された、所有権を目的とする抵当権が消滅する場合の「買戻権行使による所有権移転」

代物弁済（482条）があった場合、代物弁済によって被担保債権が消滅し、付従性により抵当権が消滅するので、登記原因は「混同」ではなく「代物弁済」とするべきである（登記研究270-71頁）。

##### 原因の日付
- 原則

抵当権消滅の効力が発生した日である。
- 代物弁済

原則として代物弁済による所有権移転登記の申請日である（最判昭和39年11月26日民集18巻9号1984頁）。ただし、特約があればそれに従う（最判43年11月19日民集22巻12号2712頁）。
- 放棄

放棄は単独行為であるから意思表示により効力を生じ、相手に到達することを必要としないから、放棄の意思表示をした日である。
- 混同の例外（民法179条1項ただし書）

抵当権者が、抵当権の目的たる不動産（後順位抵当権が設定されている）を取得した場合で、その後後順位抵当権が消滅したときは、後順位抵当権抹消登記の原因の日である（登記研究464-84頁）。
- 買戻権の行使

買戻権行使の日、すなわち買戻を原因とする所有権移転登記の原因日付と同じ日である。

##### 登記申請人
原則として抵当権設定者たる所有権登記名義人を登記権利者とし、抵当権を失う抵当権者を登記義務者として記載する。法人が申請人となる場合、その代表者の氏名も記載しなければならない（令3条2号）。
代物弁済又は混同の場合、原則として同一人が登記権利者兼登記義務者となる事実上の単独申請を行う。
抵当権設定登記後、その不動産につき所有権移転登記があった場合、現在の所有権登記名義人が登記権利者であって、当初の抵当権設定者は登記権利者とはならない（明治32年8月1日民刑1361号回答）。なお、後順位抵当権者も登記権利者となり得る（昭和31年12月24日民甲2916号回答）。
なお、例えばA・B共有の不動産全部の上にCが抵当権を設定した場合において当該抵当権が消滅した場合、AとCの共同で抵当権抹消登記を申請することができる（保存行為）。

##### 添付情報（一部）
登記原因証明情報（法61条・令7条1項5号ロ）、登記義務者の登記識別情報（法22条本文）又は登記済証を添付する。法人が申請人となる場合は更に代表者資格証明情報（令7条1項1号）も原則として添付しなければならない。なお、書面申請の場合であっても、登記義務者の印鑑証明書の添付は原則不要である（令16条2項・規則48条1項5号、令18条2項・規則49条2項4号及び48条1項5号）が、登記義務者が登記識別情報を提供できない場合には添付しなければならない（規則47条3号ハ参照）。
抹消登記を申請する場合には登記上の利害関係人が存在するときはその承諾が必要であり（法68条）、承諾証明情報が添付情報となる（令別表26項添付情報ヘ）。この承諾証明情報が書面（承諾書）である場合には、原則として作成者が記名押印し（令19条1項・7条1項6号）、当該押印に係る印鑑証明書を承諾書の一部として添付しなければならない（令19条2項）。この印鑑証明書は当該承諾書の一部であるので、添付情報欄に「印鑑証明書」と格別に記載する必要はなく、作成後3か月以内のものでなければならないという制限はない。
混同を原因として抵当権抹消登記を申請する場合、混同によって抵当権が消滅したことが登記記録上明らかなときは、登記原因証明情報の添付は不要である（登記研究690-221頁）。

##### 登録免許税
不動産1個につき1,000円を納付するが、同一の申請書で20個以上の不動産につき抹消登記を申請する場合は2万円である（登録免許税法別表第1-1(15)）。

### その他の権利の抹消登記

#### 概要
地上権、永小作権、地役権、賃借権、先取特権、質権、根抵当権、採石権についても、放棄・混同・解除・収用・消滅時効・所有権の取得時効・強制競売による売却・買戻権行使による所有権移転などにより消滅する。手続きは抵当権抹消登記と同様である。
質権及び確定後の根抵当権については上記に加え、弁済・代物弁済・債務免除・債権放棄・債権時効消滅によっても消滅する。登記手続は抵当権抹消登記と同様である。
地上権、永小作権、採石権については、消滅請求をすることができる（民法266条1項、同276条、採石法4条3項）。登記手続は抵当権抹消登記と同様である。
以下、抵当権と異なる論点について述べる。

#### 個別の論点
- 存続期間

地上権、永小作権、賃借権、質権、採石権については存続期間を定めて登記した場合、その期間が満了したときは権利は消滅する。この場合の登記原因は「存続期間満了」である。
- 賃借権

賃借権については、賃貸人から解約の申し入れをすることができる（借地借家法27条1項）。この場合の登記原因は「解約」である。
- 地役権

地役権は要役地とともには移転しない旨の定め（民法281条1項ただし書）をした場合、要役地につき所有権移転登記がされたときは地役権は消滅する。この場合、登記原因は「要役地の所有権移転」であり、登記権利者は承役地の所有者、登記義務者は要役地の所有者である。
また、承役地が第三者により時効取得された場合、地役権は消滅する（民法289条）。この場合、登記原因は「承役地の時効取得」である。
地役権の抹消登記は承役地を管轄する登記所に対してするが、要役地が他の登記所の管轄区域内にある場合、当該要役地の登記事項証明書も添付しなければならない（令別表37項添付情報ロ）。
- 根抵当権

確定後の根抵当権につき消滅請求（民法398条の22）があった場合、登記原因は「消滅請求」である。なお、確定前の根抵当権には付従性がないので、弁済又は代物弁済によっては消滅しない。

### 単独申請でできる場合

#### 概要
権利が自然人の死亡又は法人の解散によって消滅する旨（法59条5号、令3条11号ニ）が登記されている場合、当該権利が死亡又は解散によって消滅したときは、登記権利者は単独で当該権利に係る登記を抹消する申請をすることができる（法69条）。
また、登記権利者は、抹消登記を申請するにあたり登記義務者の所在が知れないために申請ができない場合は、一定の要件の下に単独で当該権利に係る登記を抹消する申請をすることができる（法70条2項・3項）。
以下順に論点を述べる。なお、採石法12条又は15条1項の決定があった場合、採石権の設定を受けた者等は所有権以外の権利の抹消登記を単独で申請できる旨の規定（採石法31条）が存在する。

#### 死亡などによる権利抹消登記
- 抹消できる登記

所有権以外の権利である。所有権について死亡又は解散により権利が消滅した場合、所有権抹消登記ではなく所有権移転登記をする。具体的な手続きは所有権移転登記#特定承継を参照。
- 登記申請情報（一部）

原則は#抵当権抹消登記と同様である。異なる点を以下に述べる。
登記原因及びその日付（令3条6号）は、例えば抵当権者の死亡による抹消登記なら、登記の原因は「抵当権者死亡」であり、日付は死亡の日である。
添付情報（不動産登記規則34条1項6号、一部）は、死亡又は解散の事実を示す登記原因証明情報（法61条・令7条1項5号ロ）である。具体的には戸籍謄本や登記事項証明書などである。登記上の利害関係人が存在するときはその承諾証明情報を添付する（令別表26項添付情報ヘ）。この承諾証明情報が書面（承諾書）である場合には、原則として作成者が記名押印し、当該押印に係る印鑑証明書を承諾書の一部として添付しなければならない（昭和31年11月2日民甲2530号通達）。この印鑑証明書は当該承諾書の一部であるので、添付情報欄に「印鑑証明書」と格別に記載する必要はなく、作成後3か月以内のものでなければならないという制限はない。なお、登記義務者の登記識別情報の添付は不要である（法22条本文参照）。
- 抹消登記の実行

登記官は、権利消滅の定めにより権利の抹消登記をするときは、当該権利消滅の定めの登記をも抹消しなければならない（規則149条）。

#### 所在が知れない場合の抹消登記

##### 概要
非訟事件手続法106条1項に規定する除権決定があった場合（法70条2項）、先取特権・質権・抵当権・元本確定後の根抵当権（以下本稿において休眠担保権と呼ぶ）の被担保債権が消滅したことを証する情報を提供した場合（法70条3項前段）、又は休眠担保権につき被担保債権の弁済期から20年を経過し、かつ当該被担保債権・利息・損害金を全額供託した場合（法70条3項後段）、登記権利者は単独で当該権利に係る登記を抹消する申請をすることができる。
登記申請情報は原則として#抵当権抹消登記と同様である。なお、承諾証明情報や登記識別情報に関する論点は死亡などによる権利抹消登記の場合と同様である。異なる論点を以下に述べる。

##### 除権決定があった場合
抹消できる権利については制限はなく、担保物権に限定されない。
登記原因は、消滅に係る原因を記載する。具体的には、「抵当権者死亡」や「弁済」などである。
添付すべき登記原因証明情報（法61条・令7条1項5号ロ）は、除権決定があったことを証する情報である。なお、除権決定の前提として非訟事件手続法99条に規定される公示催告手続きがされる（非訟事件手続法106条1項、法70条1項）ので、登記義務者の所在が知れないことを証する情報の添付は不要である。（別表第26項添付情報ロ）。

##### 休眠担保権の消滅の場合
- 添付情報（一部）

添付すべき登記原因証明情報（不動産登記法61条・不動産登記令7条1項5号ロ）は、債権証書・被担保債権及び最後2年分の利息その他の定期金（損害金を含む）の完全な弁済があったことを証する情報（不動産登記令別表第26項添付情報ハ(1)）である。また、登記義務者の所在が知れないことを証する情報も添付しなければならない（不動産登記令別表26項添付情報ハ(2)）。
- 登記義務者の所在が知れないことを証する情報

法人についても所在が知れない場合はありうる。その場合とは、当該法人について登記記録又は登記簿に記録又は記載がなく、かつ閉鎖登記簿が廃棄済みなのでその存在を確認できない場合である（昭和63年7月1日民三3456号通達第3-2、以下休眠担保権に関する項目において同通達と呼ぶ）。
情報の具体例は、自然人については、登記義務者が登記記録又は登記簿上の住所に居住していないことを市区町村長が証明した情報や、登記義務者の登記記録又は登記簿上にあてた被担保債権の受領催告書が不到達であったことを証する情報でよい（同通達第3-4）。不到達を証する情報は、配達証明付郵便でなければならない（昭和63年7月1日民三3499号依命通知第1-1前段、以下休眠担保権に関する項目において同依命通知と呼ぶ）。
また、警察官が登記義務者の所在を調査した結果を記載した情報や、民生委員が登記義務者が登記記録又は登記簿上の住所に居住していないことを証明した情報でもよい（同依命通知第1-1後段）。
法人については、申請人が当該法人の所在地を管轄する登記所において調査した結果を記載した情報（申請人の印鑑証明書を添付）でよい（同通達第3-4）。

##### 休眠担保権に係る弁済の場合
- 添付情報（一部）

添付すべき登記原因証明情報（法61条・令7条1項5号ロ）は、被担保債権の弁済期を証する情報・弁済期から20年を経過後に当該被担保債権及び利息並びに損害金の全額に相当する金銭が供託されたことを証する情報である（不動産登記令別表第26項添付情報ニ(1)・(2)）。また、登記義務者の所在が知れないことを証する情報（休眠担保権の消滅の場合と同様）も添付しなければならない（不動産登記令別表26項添付情報ニ(3)）。
- 被担保債権の弁済期を証する情報

具体的には、当事者間で作成した金銭消費貸借契約証書・弁済猶予証書や弁済期についての債務者の申述書（印鑑証明書を添付）である（同通達第3-5）。
一方、1964年（昭和39年）の不動産登記法改正以前は弁済期が登記事項であったので、登記記録上弁済期が明らかな場合（朱抹されている場合を含む）や、当初から弁済期の記載がない場合には添付は不要である（同通達第3-5・同依命通知第2-2）。弁済期の記載がない場合は債権成立の日（債権成立の日の記載がない場合は担保権設定の日）を弁済期とするからである（同依命通知第2-2本文後段）。ただし、弁済期の登記が移記又は転写されている場合には、閉鎖登記簿の謄本を提出しなければならない（同依命通知第2-2本文前段）。
なお、根抵当権又は根質権の弁済期は、元本確定の日であるとみなされ、その日が登記記録上明らか出ない場合には当該担保権の設定の日から3年を経過した日を元本確定の日とみなす（同依命通知第2-3）。
- 供託を証する情報

具体的には、供託書正本又は供託事項証明書である（同通達第3-3）。なお、債権の一部を弁済しているとしてその受取証書及び残余の債権を供託したことを証する情報を併せて添付しても、申請は却下される（同依命通知第3-4(1)）。
- 供託を証する情報の内容たる供託金額

債権の額とは、先取特権・普通質権・普通抵当権については、債権の一部について設定された担保権であっても債権額全額であり（同依命通知第3-2）、根抵当権・根質権については極度額全額である（同依命通知第3-3）。
先取特権・普通質権・普通抵当権につき、利息・損害金のいずれの定めの記録も登記記録にある場合には記録された利率による利息及び損害金、利息・損害金のいずれの記録もない場合は年6分の割合による利息及び損害金、利息の記録のみない場合には年6分の割合による利息及び記録された利率による損害金、損害金の記録のみない場合には記録された利率による利息及び損害金、をも供託しなければならない（同依命通知第3-1）。
根抵当権・根質権につき、利息・損害金のいずれの定めの記録も登記記録にある場合には、所定の利率による当該担保権設定の日から確定の日までの利息及びその翌日以降の損害金を、利息・損害金のいずれか又はどちらの記録もない場合には、上記先取特権等の区分に応じた利息及び損害金をも供託しなければならない（同依命通知第3-3）。

### 職権による抹消登記
抹消登記は職権ですることもできる。ただし、以下の事由が存在することが必要である。
- 管轄違いの登記がされている場合（法71条1項、法25条1号）
- 登記事項以外の事項が登記されている場合（法71条1項、法25条2号）
- 二重に登記がされている場合（法71条1項、法25条3号）
- その他政令（令20条）で定める場合（法71条1項、法25条13号）

登記事項以外の事項とは、例えば抵当権設定登記における違約金の定め（昭和34年7月25日民甲1567号通達）などである。

### 抹消登記の実行

#### 抹消の記号等
抹消登記は主登記で実行される（規則3条参照）。また、登記官は登記を抹消する際には、抹消の登記をするとともに抹消の記号を記録しなければならない（規則152条1項）。また、抹消に係る権利を目的とする第三者の権利に関する登記があるときはそれも抹消し、当該権利の登記の抹消により当該第三者の権利に関する登記を抹消する旨及び登記の年月日を記録しなければならない（規則152条2項）。

#### 地役権の特則
承役地につき地役権の登記を抹消したときは、登記官は要役地の登記記録について地役権の登記の抹消をしなければならない（規則159条3項）。
ただし、要役地が他の登記所の管轄区域内にある場合、当該他の登記所に遅滞なく、承役地の表示・要役地の表示・地役権の消滅の登記原因及びその日付・地役権の抹消登記申請の受付年月日を通知しなければならない（規則159条4項・2項、準則118条8号・同別記77号様式）。通知を受けた登記所の登記官は遅滞なく、要役地の登記記録の乙区に地役権を抹消する手続きをしなければならない（規則159条5項・3項）。
- 通知書の様式（準則別記77号様式）

#### 職権抹消の手続
不動産登記法71条・109条2項、不動産登記規則153条・154条、不動産登記準則107条ないし110条の2参照。